# Renansart
Renansart é uma comuna francesa na região administrativa de Altos da França, no departamento de Aisne. Estende-se por uma área de 8,71 km². Em 2010 a comuna tinha 163 habitantes (densidade: 18,7 hab./km²).